# Conca oriental de la mar Mediterrània

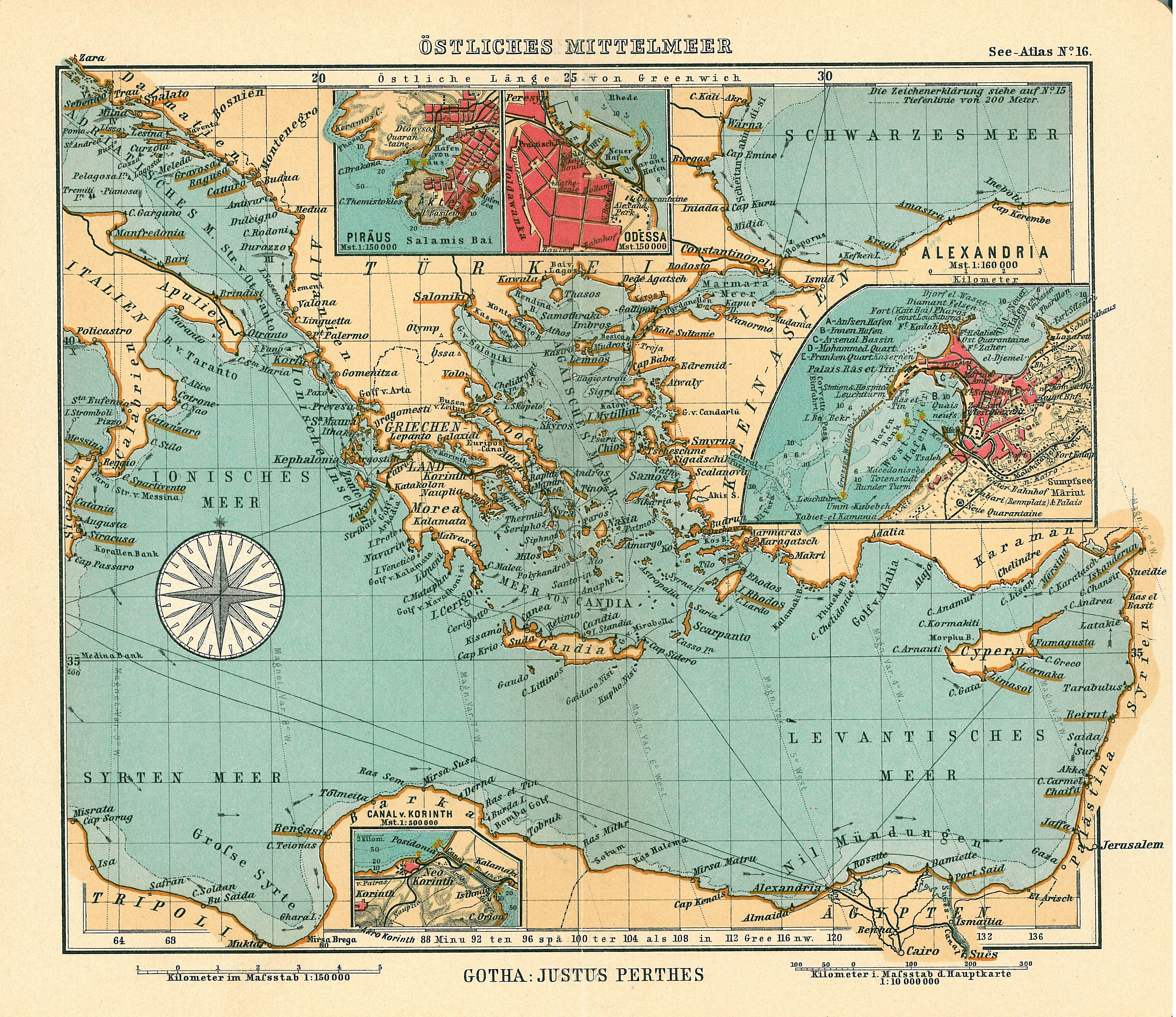
Mediterrani oriental en un mapa alemany de 1906 (Justhus Perthes See Atlas: Őstliches Mittelmeer).

La conca oriental de la mar Mediterrània o Mediterrani oriental és un concepte geogràfic amb implicacions històriques i geopolítiques. Es refereix a la meitat est del mar Mediterrani, així com a la meitat est de la conca de la Mediterrània. El punt de divisió amb el Mediterrani occidental són els estrets que separen el sud d'Europa a l'altura de la península itàlica, les illes de Sicília i Malta i el nord d'Àfrica a l'altura de Tunísia.
Pertanyen a aquesta regió les illes de la Mediterrània oriental, les majors Creta i Xipre, i gran nombre d'illes menors (Corfú, Eubea, Rodes, Lesbos, etc.), moltes d'elles agrupades en arxipèlags (Dodecanès, Cíclades, illes Jòniques,  illes Dàlmates, etc.); i àmplies zones continentals del sud-est d'Europa (península dels Balcans, incloent el seu extrem sud, el Peloponès) i de l'oest d'Àsia (península d'Anatòlia, Llevant mediterrani) i nord-est d'Àfrica (Egipte i Líbia).
Els mars en què se sol subdividir són els que tenen una major separació amb la resta: el mar Adriàtic i el mar Egeu.
L'estret dels Dardanels i el mar de Màrmara separen la Mediterrània oriental de la mar Negra i la mar d'Azov, que si bé formen una continuïtat geogràfica amb la Mediterrània, les seves característiques especials, tant físiques com històriques solen fer-los-considerar com a entitats separades. Per exemple, pel fet que és en aquests mars on desemboquen la major part dels grans rius europeus que drenen extensíssimes conques (Danubi, Dnieper, Dnièster, Don); mentre que només el Po ho fa a l'Adriàtic.
El Nil, a través del seu gegantí delta, és el principal riu de la Mediterrània oriental, i l'únic gran riu d'Àfrica del nord. A la costa asiàtica destaca l'Orontes, mentre que el Jordà desemboca a un mar interior (mar Morta). Altres accidents geogràfics destacats són el golf de Tàrent, la península Salentina, la llacuna de Venècia, el golf de Corint, el golf de Salònica, i la península Calcídica.